# Rogóźno (gmina)
Rogóźno est une gmina rurale du powiat de Grudziądz, Couïavie-Poméranie, dans le centre-nord de la Pologne. Son siège est le village de Rogóźno, qui se situe environ 12 km au nord-est de Grudziądz et 60 km au nord de Toruń.
La gmina couvre une superficie de 115,74 km2 pour une population de 4 068 habitants.

## Géographie
La gmina est bordée par la ville de Grudziądz et les gminy de Gardeja, Grudziądz, Gruta, Łasin et Sadlinki.